# Naumburg
Naumburg este un oraș din landul Saxonia-Anhalt, Germania.

## Istoric
Din 1029 până în 1562 a fost sediul unei episcopii catolice, desființate în contextul Reformei protestante.

## Monumente
- Catedrala din Naumburg (secolul al XIII-lea), monument inclus în anul 2018 de UNESCO în lista locurilor din patrimoniul mondial